# Tolópad

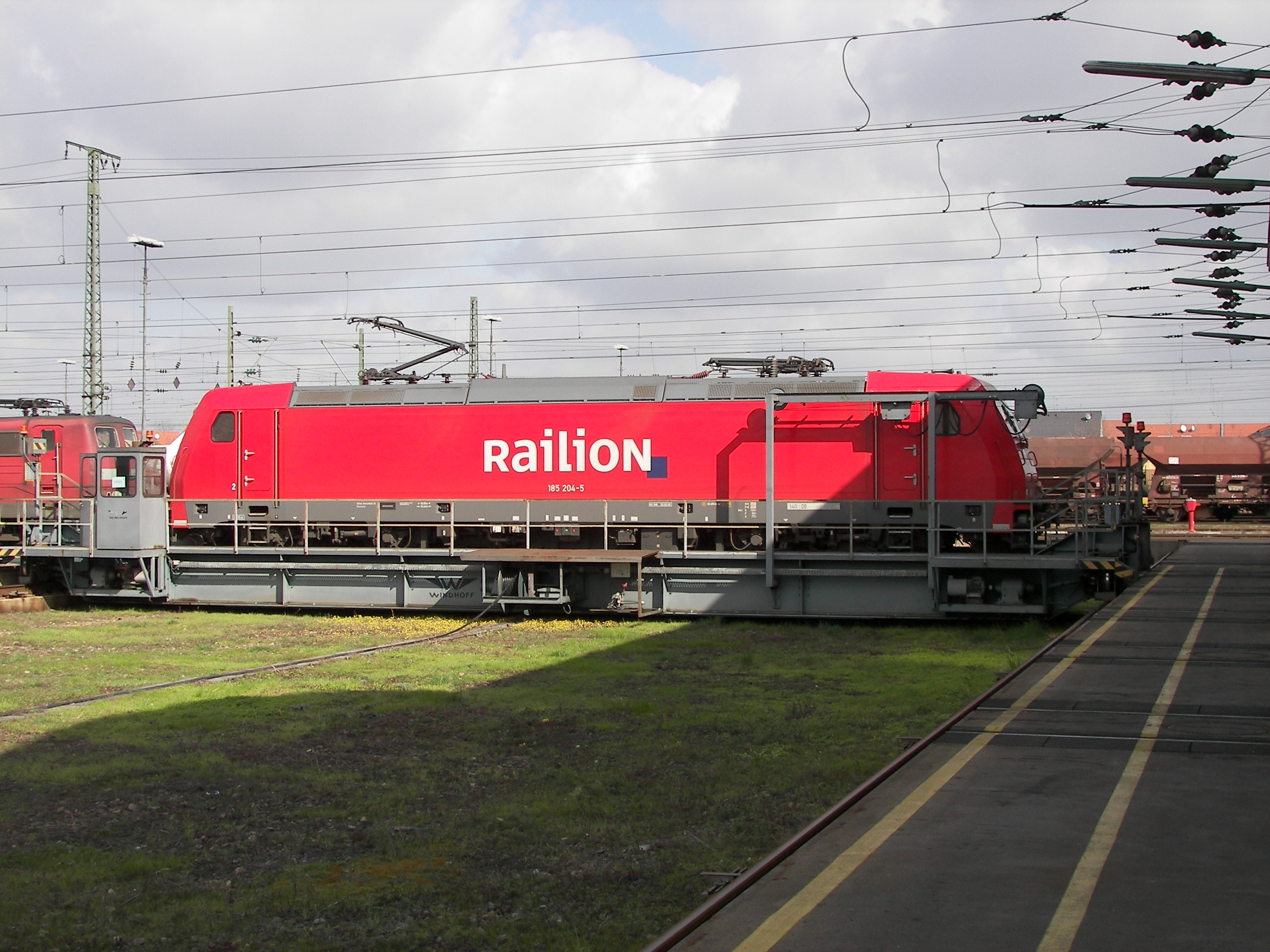
Egy DB 185 Németországban egy tolópadon

A tolópad egyes vasúti járművek valamely vágányról egy vele párhuzamos másik vágányra való átállítására szolgál.
A tolópad egy kerekeken mozgatható szerkezet, a kerekek két vagy több párhuzamos, vasbeton gerendára lekötött sínszálon gördülnek, attól függően, hogy a tolópad két- vagy többtámaszú.
A tolópad lehet süllyesztett, ez esetben a szerkezet aknában van, a sínkoronaszintje megegyezik a csatlakozó vágányok szintjével. Az akna nélküli tolópadra a járművek egy csatlakozó rámpán jutnak fel.